# فيلاغونزالو
بلدية فيلاغونزالو (بالإسبانية: Villagonzalo)‏, هي إحدى بلديات مقاطعة بطليوس, التي تقع في منطقة إكستريمادورا, والتي تقع في غرب إسبانيا.
يبلغ عدد سكانها 1.410 نسمة وفقاً لإحصائية سنة (2002).